# Morszków
Morszków [ˈmɔrʂkuf] est un village polonais de la gmina de Jabłonna Lacka dans le powiat de Sokołów et dans la voïvodie de Mazovie, au centre-est de la Pologne.
Il est situé à environ 3 kilomètres au sud-ouest de Jabłonna Lacka, 14 kilomètres au nord-est de Sokołów Podlaski et à 101 kilomètres à l'est de Varsovie.